# Eric Fanning
Eric Kenneth Fanning, né le 2 juillet 1968 à Kalamazoo (Michigan), est un homme politique américain, membre du Parti démocrate. Il est secrétaire à l'Armée des États-Unis entre 2015 et 2017, durant la présidence de Barack Obama.

## Biographie
Sous-secrétaire au sein du département de la Force aérienne des États-Unis entre 2013 et 2015, il est secrétaire par intérim du 21 juin au 20 décembre 2013, durant le processus de validation de la nomination de Deborah Lee James par le Sénat.
Chief of Staff auprès du secrétaire à la Défense des États-Unis du 17 février au 30 juin 2015, il est nommé à cette date sous-secrétaire à l'Armée par intérim par le président Barack Obama à la suite de la nomination de Brad Carson au poste de sous-secrétaire à la Défense pour le personnel et la préparation. Il demeure à ce poste jusqu'au 3 novembre suivant ; désigné comme secrétaire à l'Armée le 18 septembre 2015, il n'est confirmé à ce poste par le Sénat que le 17 mai 2016 après une longue obstruction, durant laquelle Robert Speer assure de facto la fonction. Il prête serment et entre en fonction le lendemain, devenant le 22e titulaire à ce poste et le premier chef de service ouvertement homosexuel dans les armées américaines.